# Severino Reyes
Severino Reyes (Manilla, 11 februari 1861 - 15 september 1942) was een Filipijns (toneel)schrijver en toneelproducent. Reyes werd met name bekend door zijn zarzuelas in het Tagalog en de heldenverhalen die hij schreef onder het pseudoniem Lola Basiang. Hij staat daarom wel bekend als de "vader van de Tagalog Zarzuela".

## Biografie

### Vroege levensloop en carrière
Reyes werd op 11 februari 1861 geboren in Santa Cruz, Manilla als vijfde kind van Andrea Rivera en Rufino Reyes, een beeldhouwer. Hij studeerde aan het Colegio de San Juan de Letran en de University of Santo Tomas, waar hij achtereenvolgens een Bachelor of Arts en een Bachelor of Philosophy-diploma behaalde. Na een jeugd vol met romantische escades trouwde Reyes met zijn jeugdvriendin Paz Puato. Samen kregen ze 17 kinderen. Om te voorkomen dat hij vanwege zijn dienstplicht in het Spaanse leger tegen de moslims op Mindanao en Sulu moest vechten, accepteerde Reyes een baan als boekhouder bij de Spaanse overheid. Na enige tijd nam hij echter ontslag en begon een winkel op de hoek van Calle Ascarraga en Dulambayan, omdat hij met zijn salaris van 8 peso per maand moeite had zijn groter wordende gezin te onderhouden.
Toen in 1896 de Filipijnse Revolutie uitbrak werd Reyes vanwege zijn lidmaatschap van de vrijmetselarij gearresteerd. Hoewel hij na enige tijd door de Spanjaarden werd vrijgelaten waren diverse landgenoten minder fortuinlijk. Het meeste bekende slachtoffer was José Rizal, de nationale held van de Filipijnen, die op 30 december 1896 in Luneta werd geëxecuteerd door een vuurpeloton. Enkele dagen daarna, op 11 januari 1897, ondergingen diverse andere gearresteerden, onder wie Reyes' goede vriend Franciso Roxas hetzelfde lot.

### Zarzuelas
In 1902 begon Reyes aan zijn literaire carrière en schreef hij zijn eerste zarzuela. De operavorm zarzuela (of sarsuwela zoals het in de Filipijnen werd genoemd) was eind 19e eeuw door de Spanjaarden geïntroduceerd en had de voorheen erg populaire moro-moro verdrongen uit de Filipijnse theaters. Reyes's eerste zarzuela was een eenakter, genaamd 'R.I.P.' over de teloorgang van de moro-moro. De eerste opvoering op 13 april 1902 in Teatro Zorrilla was een groot succes. Na R.I.P. schreef Reyes in hoog tempo meer zarzuelas. Tevens richtte hij de Gran Compania de Zarzuela Tagala op, waarmee hij de zarzuelas opvoerde. Operasterren waar hij mee werkte waren onder andere Maria Carpena, Estanislawa San Miguel, Victorino Carrion en Atang de la Rama. De eerste opvoering was 'Ang Kapuli' in april 1902 Ang Kalupi in Teatro Zorilla. De optredens van Gran Compania de Zarzuela Tagala waren een enorm populair bij het Filipijnse publiek en brachten eigenaar en directeur Reyes veel geld op.
Volgens schrijver Pedrito Reyes, een van de kinderen van Severino Reyes, schreef hij in totaal 20 eenakters, 4 tweeakters, 14 drieakters en 2 vierakters. Zijn langste zarzuela was de vierakter 'Los Martires de la Patria' (De martelaren van het land), over het leven van zijn vriend Francisco Roxas, een van de dertien martelaren van Bagumbayan (Luneta). De zarzuela 'Walang Sugat' (Niet gewond), die in juni 1902 in het Zorrilla in première ging, wordt wel gezien als het meesterwerk van Reyes. Deze drieakter toonde een scène uit de Filipijnse Revolutie. De voorstelling, met muziek gecomponeerd door Fulgencio Tolentino, werd na de première nog zeker 500 keer opgevoerd in en rond Manilla. Andere zarzuelas van Reyes die goed ontvangen werden waren onder andere 'Minda Mora, Huling Pati', 'Mga Bihag ni Cupido', 'Ang Bagong Fausto', 'Ang Tunay na Hukom', 'Ang Tatlong Bituin', 'Si Margaritang Mananahi', 'Ang Halik ng Isang Patay', 'Luha ng Kagalakan'. Hij schreef niet alleen zarzuelas in het Tagalog, maar ook in het Spaans. Hij deed dat onder het pseudoniem Silvio Ruiz. De meest beroemde daarvan was 'Cablegrama Fatal', een patriottistische eenakter over de executie van de Filipijnse nationale held José Rizal. Na de succesvolle première op 15 december 1915 in het Zorrilla ontving Reyes een felicitatiebrief van de Spaanse koning Alfons XIII.

### Ander werk
Naast de zarzuelas schreef Reyes echter ook andere werk. Zo bracht hij een boek met essays uit, getiteld 'Walang Puno at Walang Dulo' (Geen begin en geen eind), waarin hij de toen spelende kwesties rond manieren en moraal becommentarieerde. Ook bracht hij een boek met korte verhalen uit, getiteld 'Luha, Ngiti, at Halakhak' en schreef hij diverse romans, waaronder 'Mga Bayani ng Pagibig', 'Paruso ng Diyos', 'Lihim ng Kaaway' en 'Puso ng Isang Pilipina'.
Toen in 1912 de film zijn entree maakte in de Filipijnen, besefte Reyes als een van de eersten dat deze ontwikkeling het einde zou betekenen van de zarzuela. Hij accepteerde daarop het aanbod van de Amerikaanse filmimpresario Yearsley om de dialoog van 'El Fusilimiento del Dr. José Rizal' te schrijven. Deze film wordt wel beschouwd als de eerste film gemaakt in de Filipijnen. Veel van de acteurs in de film werkten voor Reyes' Gran Compania de la Zarzuela Tagala. Ook gaf hij toestemming om 'Walang Sugat' te verfilmen, met hoofdrollen voor Leopoldo Salcedo, Rosa del Rosario en Vicente Ocampo. Zoals Reyes al voorspelde betekende het succes van de eerste films, het einde van de zarzuela. Tegen het einde van de jaren 20 was de zarzuela bijna geheel verdwenen. In 1922 richtte hij zich daarom op andere terreinen en begon hij samen met Ramon Roces het Tagalog weekblad 'Liwayway'. Reyes zelf werd eindredacteur van het blad. In het laatste deel van zijn carrière werd hij beroemd als Lola Basiang. Onder deze naam schreef hij vanaf 1925 meer dan 400 verhalen in 'Liwayway', die erg populair werden onder de duizenden lezers van het blad. De meeste van deze verhalen waren heldenverhalen over koningen, koninginnen, prinsen, mooie prinsessen en gemene schurken.
De uitbraak van de Tweede Wereldoorlog in december 1941 maakte een eind aan de reeks verhalen van Lola Basiang. Niet lang daarna kreeg Reyes last van hartproblemen en moest hij worden opgenomen het ziekenhuis. Hij overleed uiteindelijk op 15 september 1942 op 71-jarige leeftijd.